# Anita Di Landa
Anna Buscaglione, meglio conosciuta come Anita o Annita Di Landa (Graglia, 1882 – Vicenza, 1920), è stata un'attrice teatrale e cantante italiana.

## Biografia
Giovanissima posò come modella per artisti come Lorenzo Delleani e Giacomo Grosso. Iniziò la carriera alla fine dell'800 in una compagnia di prosa. Intorno al 1897 abbracciò con successo la carriera di sciantosa e di canzonettista di café-concert, lavorando nelle maggiori piazze del tempo (Torino, Milano, Roma e Napoli) e duettando tra gli altri con Nicola Maldacea ed Ettore Petrolini, che la definì la Cécile Sorel  del  café-chantant.
Lanciò diverse canzoni di successo, spesso scritte appositamente per lei dai maggiori autori dell'epoca, tra cui La spagnola composta per lei da Armando Gill. Altri pezzi forti del suo repertorio furono La Matachiche (adattamento in italiano dell'omonimo brano brasiliano) e A Nuvena, canzone di Salvatore Di Giacomo e Enrico De Leva in napoletano che lei rendeva in un ironico accento torinese.
Dopo una lunga tournée nel 1913 in Argentina e in Brasile, dall'anno successivo si dedicò al teatro dialettale torinese. Morì prematuramente nel 1920 a Vicenza nella casa del marito Tullio Cariolato. Il fratello Mattia era il padre di Fred Buscaglione.